# Заполоч
За́полоч — кольорові бавовняні нитки для вишивання.
У першій половині XVIII століття в Україну заполоч привозили зі Сходу через Крим.